# Monastère du Stoudion
Le monastère du Stoudion ou monastère de Stoudios était un établissement religieux de Constantinople fondé vers 460 par un bienfaiteur privé du nom de Studius (latin) ou Stoudios (grec), un patrice qui fut consul en 454. Il était placé sous le vocable de saint Jean Baptiste (son nom complet est donc « monastère Saint-Jean-Baptiste de Stoudios »). Il était situé à l'extrême sud-ouest de la ville byzantine, dans le quartier de Psamatheia (Samatya), non loin du mur de Théodose et de la mer de Marmara. Ses moines étaient appelés « studites » ou « stoudites ».
Il reste aujourd'hui les ruines de l'église du monastère, le plus ancien édifice chrétien subsistant partiellement à Istanbul. C'était une basilique à trois nefs, précédée d'un atrium, avec deux colonnades à chapiteaux corinthiens, mesurant environ 40 mètres de long et 26 mètres de large.

## Histoire
Il est possible que l'église autour de laquelle va se bâtir le monastère ait été construite à l'origine pour recevoir comme relique insigne la tête de saint Jean Baptiste qu'on pensait avoir retrouvée à Émèse en 453, mais la translation ne se fit apparemment pas. Par contre, l'historien Du Cange avance que le monastère a pu détenir une partie de celle-ci, partagée en 1025 avec l’église Saint-Georges-des-Manganes.
Vers 462, Stoudios installa dans des bâtiments conventuels élevés près de l'église un groupe de « moines sans sommeil » (Άκοίμητοι ou Acémètes) dirigé par l'higoumène Marcel, qui se relayaient en trois équipes pour assurer un service divin perpétuel. Ce premier établissement exista sans doute jusqu'à l'époque de la persécution anti-monastique de Constantin V (766-775). Les noms de quelques supérieurs de cette époque sont connus, mentionnés incidemment dans de rares documents, mais déjà l'établissement chrétien devint l'un des plus importants de Constantinople, sans toutefois atteindre la renommée qu'il aura par la suite.
Une refondation eut lieu en 798 ou 799, quand l'impératrice Irène invita l'abbé Théodore, qui devint désormais Théodore Studite, à venir accomplir cette tâche. Auparavant, Théodore dirigeait avec son oncle maternel Platon un monastère qu'ils avaient fondé à titre privé sur leur domaine familial de Bithynie, le Sakkoudion. On ignore quel était alors le statut de l'ancien monastère de Stoudios ; peut-être Constantin V l'avait-il confisqué, ce qui expliquerait qu'Irène en ait ainsi disposé. Quelques moines acémètes, moins de dix, vivaient encore dans les bâtiments, peut-être revenus après la mort de Constantin V.
C'est de cette refondation par Théodore Studite que date l'importance du monastère. Théodore en fit le centre d'une congrégation qui regroupait sous son autorité, outre le Sakkoudion, au moins trois autres implantations, et qui comptait de sept cents à mille moines. L'abbé voulut en faire le lieu d'une grande réforme du monachisme, et développa les principes d'une nouvelle règle (typikon) qui devait servir de modèle. Parmi les multiples activités de l'établissement à l'époque, on peut relever celle importante de son atelier de copistes (voir par exemple psautier de Théodore)
Mais Théodore Studite, par son intransigeance, entra en conflit avec plusieurs empereurs. Entre 809 et 811, il fut exilé sur une île de la Mer de Marmara par Nicéphore Ier, mais continua à diriger sa congrégation par lettres. En 815, l'empereur Léon V l'Arménien rétablit l'iconoclasme ; l'abbé Théodore, refusant cette décision, fut à nouveau arrêté et incarcéré en Asie Mineure. Avant son départ, il avait divisé les moines de la congrégation en petits groupes, et leur avait recommandé de se disperser pour mieux éviter la répression. Mais peu après, l'empereur fit rouvrir le monastère en plaçant à sa tête un rénégat de la congrégation nommé Léontios ; désormais, le Stoudion fut un monastère iconoclaste jusqu'au rétablissement officiel du culte des images en 843. Théodore Studite mourut en 826 en exil sur l'île de Prinkipo ; mais il avait dicté son Testament, instructions pour les higoumènes de monastères, à son fidèle disciple et successeur désigné Naukratios.

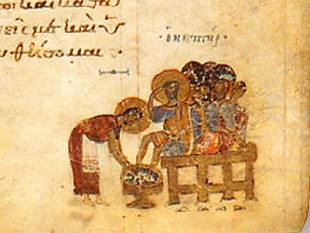
Illustration du psaume 50 du psautier de Théodore, monastère du Stoudion.

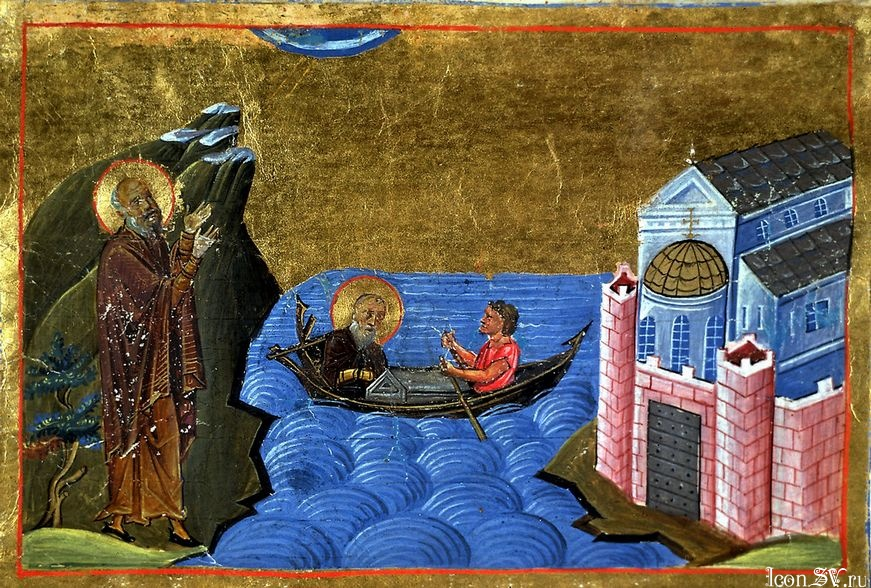
Miniature byzantine du XIe siècle représentant le monastère du Stoudion. Ménologe de Basile II.

Après le rétablissement du culte des images, le 11 mars 843, Naukratios devint abbé du monastère de Stoudios, et les restes de Théodore et de son frère Joseph, métropolite de Thessalonique, y furent enterrés solennellement le 26 janvier 844. Au cours de la période suivante, l'établissement conserva la réputation d'un foyer d'opposition à la politique des empereurs et des patriarches ; Naukratios déjà entra en conflit avec le patriarche Méthode Ier, pourtant un vieux partisan du culte des images ; son successeur Nicolas fut déposé en 858 pour avoir refusé la démission forcée du patriarche Ignace. C'est ce Nicolas le Studite (mort en 868) qui est le probable rédacteur du Typikon (la Règle), inspiré de l'œuvre de Théodore.
C'est semble-t-il au début du Xe siècle, dans les dernières années du règne de l'empereur Léon VI le Sage, que le monastère de Stoudios se normalisa définitivement, devenant un établissement officiel lié au pouvoir impérial. À partir de cette date, il fut entouré d'honneurs et considéré comme le plus illustre des quelque quatre-vingts monastères et couvents que comptait Constantinople ; lors des conciles, son abbé signait juste après les évêques, et la règle inspirée de Théodore Studite (le Typikon) devint un modèle pour les fondations monastiques ultérieures, notamment celles du mont Athos au Xe siècle, et les premières de Russie, notamment la Laure des Grottes de Kiev, au XIe siècle. Les empereurs confiaient d'importantes missions aux moines de l'établissement, qui était d'autre part un lieu où d'illustres personnages frappés de disgrâce étaient enfermés, notamment les souverains déposés, comme Michel V en 1042, Isaac Ier en 1059, Michel VII en 1078. Enfin, le monastère fournit au cours de cette période trois patriarches de Constantinople : Antoine III, Alexios et Dosithée. Institutionnellement, son statut avait dû changer vers 900, peut-être avant.
Après la prise de Constantinople par les Croisés, en 1204, le monastère fut dépouillé de ses reliques et abandonné. Tout le quartier environnant (Psamathia) devint un lieu de pâture pour les moutons. L'établissement ne fut restauré qu'en 1293, à l'initiative du prince Constantin Paléologue, frère de l'empereur Andronic II, qui dut faire refaire le toit de l'église, consolider ses murs, réaliser le sol en mosaïque qu'on voit encore actuellement, et recruter des moines. Ensuite, le monastère de Stoudios joua à nouveau un rôle important dans la vie de la capitale jusqu'en 1453, fournissant par exemple le patriarche Euthyme II. Le futur patriarche bulgare Euthyme de Tarnovo y a également séjourné.
Après la prise de Constantinople par les Turcs en 1453, les moines furent à nouveau dispersés, et le monastère chrétien cessa définitivement d'exister. En 1486, le sultan Bayezid II fit cadeau des bâtiments au responsable de ses écuries (en turc Emir-i ahur), l'Albanais Ilyâs, qui convertit l'église en mosquée (appelée « Imrahor Camii », Imrahor étant la contraction d’Emir-i ahur, et camii signifiant « mosquée »). Les bâtiments conventuels, qui se trouvaient du côté sud de l'église, disparurent, et ils n'existaient plus quand Pierre Gilles visita Constantinople vers 1550. Cependant, un tekke (couvent de derviches) était installé près de la mosquée, pérennisant la vocation monastique du lieu.
Un tremblement de terre en 1766, puis un incendie qui ravagea le quartier de Psamathia en 1782, endommagèrent très gravement l'ancienne église devenue mosquée : toute la colonnade de droite s'effondra. Une campagne de reconstruction eut lieu en 1820, mais les dégâts occasionnés par le tremblement de terre de 1894 entraînèrent à nouveau l'abandon du bâtiment. Le toit s'effondra en 1908, et il y eut encore un incendie en 1920.
À la suite d'une décision en 2012 du conseil des ministres du gouvernement turc, l’église sera restaurée et transformée en mosquée.

## Higoumènes connus du Stoudios
- Théodore Studite, refondateur du monastère.
- Jean (attesté en 960 et 974)[5].
- Pierre (attesté vers 977)[5].
- Alexis Studite, higoumène du Stoudios au début du XIe siècle, puis patriarche de Constantinople.
- Macaire Choumnos (peu avant 1374 - ?).
- Euthyme (1390 - ?), futur patriarche de Constantinople.

## Personnalités inhumées dans le monastère
Euthyme (vers 1340 - 1416), higoumène du Stoudios et patriarche de Constantinople.